# Херепеа (Муреш)
Херепеа (рум. Herepea) насеље је у Румунији у округу Муреш у општини Адамуш. Oпштина се налази на надморској висини од 363 m.

## Становништво
Према подацима из 2002. године у насељу је живело 34 становника, од којих су сви румунске националности.